# The Black Keys
The Black Keys is een Amerikaans bluesrockduo dat in 2001 in Akron (Ohio) door Dan Auerbach (zang en gitaar) en Patrick Carney (drums) werd opgericht.

## Geschiedenis
Het duo begon als een onafhankelijke band, die zijn muziek opnam in kelders en de muziek zelf produceerde, voordat ze doorbraken als een van de meest populaire garagerock bands van het tijdperk na 2010. Het rauwe geluid van de band staat duidelijk onder invloed van bluesartiesten als Junior Kimbrough, Howlin' Wolf en Robert Johnson.
Auerbach en Carney waren jeugdvrienden alvorens ze The Black Keys oprichtten. Na het vroegtijdig beëindigen van hun studie besloten ze samen muziek te gaan maken. Na het tekenen van een platencontract met  Alive Naturalsound Records brachten ze  in 2002 hun eerste album uit, The Big Come Up. Dit album leverde hen een nieuw platencontract op bij Fat Possum. In de tien jaar die volgden verwierf The Black Keys in de undergroundscene een vaste schare fans. Ze toerden veel langs kleine clubs en speelden op veel festivals. Hun derde album Rubber Factory uit 2004 ontving lovende kritieken en gaf een boost aan het imago, wat uiteindelijk leidde tot een nieuw platencontract bij Nonesuch in 2006. Na de eerste vier albums zelf te hebben geproduceerd in geïmproviseerde studio’s, werd in 2008 het album Attack & Release afgerond in een professionele studio, met behulp van producer Danger Mouse. Op 17 oktober 2008 speelde het duo in het voorprogramma van de band Devo, die ook uit Akron komen, tijdens een speciaal benefietconcert voor presidentskandidaat Barack Obama.
De commerciële doorbraak van de groep vond plaats in 2010, door het album Brothers. Op dit album stond onder anderen de populaire single Tighten Up, die drie Grammy Awards won. Ook het daar op volgende album El Camino kon rekenen op positieve recensies en behaalde nummer twee  in de Billboard 200. Hierop volgde de eerste stadiontournee van de band, de El Camino Tour. Het album met de daarop aanwezige hitsingle Lonely Boy won drie Grammy Awards.
In 2012 was de band te zien op Pukkelpop en Lowlands. Bij de 55e Grammy Awards van 2013 sleepten The Black Keys drie prijzen in de wacht, namelijk die voor de beste rockuitvoering en beste rocknummer voor de single Lonely Boy en die voor het beste rockalbum voor El Camino. Auerbach kreeg tevens de prijs voor muziekproducent van het jaar. In 2014 stonden ze op Down the Rabbit Hole, Rock Werchter en MainSquare Festival Arras. Ze brachten dat jaar hun achtste album uit, Turn Blue. Dit album werd hun eerste nummer 1-notering in de VS en Australië.

## Discografie

### Albums
| Album met eventuele hitnotering(en) in de Nederlandse Album Top 100 | Datum van verschijnen | Datum van binnenkomst | Hoogste positie | Aantal weken | Opmerkingen |
| ------------------------------------------------------------------- | --------------------- | --------------------- | --------------- | ------------ | ----------- |
| The Big Come Up                                                     | 2002                  | -                     |                 |              |             |
| Thickfreakness                                                      | 2003                  | -                     |                 |              |             |
| Rubber Factory                                                      | 2004                  | -                     |                 |              |             |
| Magic Potion                                                        | 2006                  | -                     |                 |              |             |
| Attack & Release                                                    | 28-03-2008            | 05-04-2008            | 65              | 4            |             |
| Brothers                                                            | 14-05-2010            | 22-05-2010            | 39              | 13           |             |
| El Camino                                                           | 02-12-2011            | 10-12-2011            | 10              | 89           |             |
| Turn Blue                                                           | 12-05-2014            | 16-05-2014            | 5               | 19           |             |
| Let's Rock                                                          | 28-06-2019            | 06-07-2019            | 3               | 7            |             |
| Delta Kream                                                         | 2021                  |                       |                 |              |             |
| Dropout Boogie                                                      | 2022                  |                       |                 |              |             |
| Ohio Players                                                        | 2024                  |                       |                 |              |             |

| Album met hitnotering(en) in de Vlaamse Ultratop 200 albums | Datum van verschijnen | Datum van binnenkomst | Hoogste positie | Aantal weken | Opmerkingen |
| ----------------------------------------------------------- | --------------------- | --------------------- | --------------- | ------------ | ----------- |
| Magic Potion                                                | 2006                  | 30-09-2006            | 99              | 1            |             |
| Attack & Release                                            | 2008                  | 12-04-2008            | 42              | 5            |             |
| Brothers                                                    | 2010                  | 22-05-2010            | 20              | 25           |             |
| El Camino                                                   | 2011                  | 10-12-2011            | 3               | 86           |             |
| Turn Blue                                                   | 2014                  | 17-05-2014            | 4               | 55           |             |
| Let's Rock                                                  | 2019                  | 06-07-2019            | 6               | 15           |             |
| Delta Kream                                                 | 2021                  |                       |                 |              |             |
| Dropout Boogie                                              | 2022                  |                       |                 |              |             |
| Ohio Players                                                | 2024                  |                       |                 |              |             |

### Singles
| Single met eventuele hitnotering(en) in de Nederlandse Top 40 | Datum van verschijnen | Datum van binnenkomst | Hoogste positie | Aantal weken | Opmerkingen                 |
| ------------------------------------------------------------- | --------------------- | --------------------- | --------------- | ------------ | --------------------------- |
| Lonely Boy                                                    | 31-10-2011            | -                     | -               | -            | Nr. 80 in de Single Top 100 |
| Little Black Submarines                                       | 30-07-2012            | 08-09-2012            | tip9            | -            | Nr. 77 in de Single Top 100 |
| Wild Child                                                    | 2022                  | 26-03-2022            | tip19           | 3            |                             |

| Single met hitnotering(en) in de Vlaamse Ultratop 50 | Datum van verschijnen | Datum van binnenkomst | Hoogste positie | Aantal weken | Opmerkingen |
| ---------------------------------------------------- | --------------------- | --------------------- | --------------- | ------------ | ----------- |
| Tighten Up                                           | 03-05-2010            | 05-06-2010            | tip17           | -            |             |
| Lonely Boy                                           | 2011                  | 10-12-2011            | 13              | 14           |             |
| Gold on the Ceiling                                  | 13-02-2012            | 25-02-2012            | tip2            | -            |             |
| Little Black Submarines                              | 2012                  | 11-08-2012            | tip12           | -            |             |
| Fever                                                | 2014                  | 29-03-2014            | tip4            | -            |             |
| Gotta Get Away                                       | 2014                  | 09-08-2014            | tip14           | -            |             |
| Bullet in the Brain                                  | 2014                  | 13-12-2014            | tip33           | -            |             |
| Lo/Hi                                                | 2019                  | 16-03-2019            | tip2            | -            |             |
| Eagle Birds                                          | 2019                  | 04-05-2019            | tip             | -            |             |
| Go                                                   | 2019                  | 25-05-2019            | tip14           | -            |             |
| Shine a Little Light                                 | 2019                  | 07-09-2019            | tip             | -            |             |

### NPO Radio 2 Top 2000
| Nummers met noteringen in de NPO Radio 2 Top 2000 | '14  | '15  | '16  | '17  | '18  | '19  | '20  | '21  | '22  | '23  | '24  |
| ------------------------------------------------- | ---- | ---- | ---- | ---- | ---- | ---- | ---- | ---- | ---- | ---- | ---- |
| Gold on the Ceiling                               | -    | -    | 1656 | 1554 | 1345 | 1539 | 1836 | 1722 | 1619 | 1713 | 1750 |
| Little Black Submarines                           | 1318 | 801  | 427  | 442  | 554  | 567  | 648  | 645  | 593  | 632  | 626  |
| Lonely Boy                                        | -    | 1906 | 1053 | 912  | 1231 | 1004 | 1063 | 1127 | 1073 | 978  | 1081 |

1. ↑  Een '-' betekent dat het nummer niet was genoteerd en een vetgedrukt getal geeft de hoogste notering van een nummer aan.
2. ↑  2014 was het eerste jaar met een notering voor The Black Keys.

## Op televisie, in games en films
De volgende nummers werden op televisie, games of in films gebruikt: 
- "Hard Row" (van het album Thickfreakness) werd gebruikt in de eerste aflevering van de Amerikaanse serie "Sons of Anarchy".
- "Little Black Submarine" werd gebruikt in Supernatural episode 20 "Bloodlines"
- Girl is on My Mind is door Sony Ericsson gebruikt in een reclame voor gsm's.
- Lonely Boy werd gebruikt in de negende aflevering van het tweede seizoen, getiteld Identity, van de Amerikaanse misdaadserie Hawaii Five-0.
- Gold on the Ceiling is de tune van de rubriek Je mist meer dan je ziet in De Wereld Draait Door en in België was het de tune van het programma Helden van het Internet van Shelter (productiehuis).
- When the Lights Go Out (van het album Rubber Factory uit 2004) werd gebruikt in de film Black Snake Moan.
- Your Touch werd gebruikt in de film Life as We Know It en Zombieland.
- Howlin' for You werd gebruikt in de eerste afleveringen van de series Necessary Roughness en Detroit 1-8-7, en in de Repo-aflevering van Chase. Ook werd het nummer gebruikt in de film Limitless.
- I'll Be Your Man werd gebruikt als openingstheme van de HBO serie Hung.
- Strange Times werd gebruikt op radiorock zender Radio Broker in het spel Grand Theft Auto IV
- "Fever" werd gebruikt in het televisieprogramma "Freek Vonk in Australië"
- "Weight of love" werd gebruikt in het televisieprogramma Freek Vonk in Australië
- "I got mine" werd gebruikt in de Disneyfilm Project T
- "Never gonna give you Up" werd in de laatste aflevering van de Engelse serie "Luther" gebruikt.
- "Lonely Boy" werd gebruikt in het videospel Forza Horizon op radiorock zender Horizon Rocks.
- "Gold on the Ceiling" is gebruikt in de film "Battleship".
- "Tighten up" is gebruikt in het spel "FIFA 11".